# 星街すいせい
星街 すいせい（ほしまち すいせい、英: Hoshimachi Suisei、中: 星街彗星）は、日本のバーチャルYouTuber、バーチャルアイドル。所属事務所はホロライブプロダクション。Midnight Grand Orchestraのメンバーとしてトイズファクトリーにも所属している。日本武道館でライブを開催することを目標とし活動していたが 2025年2月1日に達成したため、現在は東京ドームでライブをすることを目標としている。

## 概要
誕生日は3月22日。身長160センチ。血液型はA型。愛称は、すいちゃん。
キャラクターを、永遠の18歳の高校生アイドルVTuberと設定し、歌手活動やゲーム実況などのライブ配信の他、イラストや動画の作成なども行っている。
ファンの呼称は、2019（令和元）年5月19日までは「こめとも」、20日以降は「星詠み（ほしよみ）」。
常闇トワ、湊あくあ（卒業）との3人ユニットとして「Startend（スターテンド）」、さくらみことのペア名として「miComet（ミコメット）」、AZKiとのペア名として「AS_tar（アスター）」と呼ばれる。
2018（平成30）年3月18日にYouTubeチャンネルを開設、同日に自身のTwitter（現X）にてキャラクターデザインを公開した。その後の同月22日にYouTubeチャンネルに1本目となる動画を投稿した。フリーランスとして活動する「個人勢」としてデビューをしたため、自身のアイコンやロゴ、Live2Dの設定、動画の編集などを自身のみで行っていた。また、キャラクターデザインは姉（姉街）と2人で行っていた。
2019（令和元）年5月19日、ホロライブプロダクション内に新たに設立された、音楽活動に特化したレーベル「イノナカミュージック」への所属が決定した。同年12月1日に星街のサポート強化などを理由にイノナカミュージックから、女性バーチャルYouTuberグループ「ホロライブ」への転籍が発表された。ホロライブへの転籍と同時にキャラクターデザインを担当するデザイナーが星街から手島nariへ、Live2Dモデルの制作がrariemonnへとそれぞれ変更となった。
同年10月より、bilibiliでも星街すいせいの名義でライブ配信を開始。2020（令和2）年3月17日にはbilibili投稿者の中で4番目に、バーチャルYouTuberとしては初めてメンバーシップの人数が1000人を超えた。bilibiliの視聴者の間では、あらゆる技術に精通しており、総合的にバランスの取れている人物を表す六边形战士（六角戦士）とも評価されている。
2020（令和2）年1月24日に豊洲PITで開催された「hololive 1st fes. ノンストップ・ストーリー」において3Dモデルを初披露し、同年3月1日に自身のチャンネルにて3Dモデルを披露する配信を行った。3Dモデルを作成したのは、3DCGモデレーターの八剣。
2023（令和5）年1月20日には、VTuberとして史上初めてTHE FIRST TAKEに出演し、プレミア公開の同時視聴者数は同チャンネル史上最大となる約15万9500人を記録した。
2024（令和6）年9月30日には、渋谷区宇田川町の路上にて路上ライブを開催した。
2025（令和7）年2月1日には、自身の夢である武道館ライブ「SuperNova」を開催した。

## 略歴

### 2018（平成30）年
- 3月18日 - Twitter（現X）にてアイドルVTuberとして活動を開始[28]。
- 3月22日 - YouTubeにて活動を開始[29]。
- 5月1日 - YouTubeチャンネル登録者が1000人に到達。
- 7月2日 - VTuberグループ「S:gnal」に所属[30]。
- 8月5日 - S:gnalを脱退[30][31]。理由は方向性の違いとしている。
- 11月22日 - 自身初となるオリジナルソング『comet』を公開[32]。

### 2019年（平成31・令和元）年
- 5月19日 - カバー株式会社の音楽レーベル「イノナカミュージック」に所属[33]。
- 6月5日 - YouTubeチャンネル登録者が1万人に到達。
- 10月 - bilibiliでの配信を開始[10]。
- 12月1日 - カバー株式会社のバーチャルYouTuber事務所「ホロライブ」へ転籍[18][34]。

### 2020（令和2）年
- 1月31日 - YouTubeチャンネル登録者が10万人に到達[35]。
- 3月22日 - 「NEXT COLOR PLANET」をリリース[36]。

### 2021（令和3）年
- 4月14日 - 「GHOST」をリリース[37]。
- 6月26日 - YouTubeチャンネル登録者が100万人に到達[38]。VTuberとしては21人目、ホロライブとしては18人目であった[39]。配信限定EP「Bluerose / comet」をリリース[40]。
- 7月9日 - 配信限定EP「駆けろ / 天球、彗星は夜を跨いで」をリリース[41]。
- 8月22日 - 配信限定EP「自分勝手Dazzling / バイバイレイニー」をリリース[42]。
- 9月29日 - 1stフルアルバム「Still Still Stellar」をリリース[43]。
- 10月16日 - AZKiとのデュエットソング「The Last Frontier」をリリース[44]。
- 10月21日 - 自身初となるライブイベント「Hoshimachi Suisei 1st Solo Live "STELLAR into the GALAXY" Supported By Bushiroad」を豊洲PITにて開催[45]。
- 10月22日 - 戌亥とことのデュエットソング「OUT OF FRAME」をリリース[46]。

### 2022（令和4）年
- 3月31日 - TAKU INOUEとのユニバースミュージックプロジェクト「Midnight Grand Orchestra」としてVIAよりメジャーデビュー[47]。
- 4月1日 - 配信限定EP「TEMPLATE / Wicked feat.Mori Calliope」をリリース[48]。
- 9月15日 - 喉の手術のため1ヶ月半の活動休止を発表[49]。
- 11月4日 - 活動を再開。同日にYouTubeにてライブ配信を行った。なお、同配信において2ndアルバム「Specter」の発売及び2ndソロライブ「Hoshimachi Suisei 2nd Solo Live "Shout in Crisis"」の開催を発表[50]。
- 11月5日 - 「灼熱にて純情(wii-wii-woo)」をリリース[51]。
- 11月21日 - 「放送室」をリリース[52]。
- 12月19日 - 「ソワレ」をリリース[53]。
- 12月31日 - AZKi、Moona Hoshinova、IRySとのコラボレーション楽曲として「story time」をリリース。本楽曲は「ホロライブ・オルタナティブ」の 2ndティザーPVのテーマソングである[54]。

### 2023（令和5）年
- 1月9日 - 「先駆者」をリリース[55]。
- 1月25日 - 2ndフルアルバム「Specter」をリリース[56]。
- 1月28日 - 2ndソロライブ「Hoshimachi Suisei 2nd Solo Live "Shout in Crisis"」をTOKYO GARDEN THEATERにて開催[57][58]。
- 4月1日 - 「スイちゃんのメンテナンスソング」をリリース[59]。
- 9月27日 - YouTubeチャンネル登録者が200万人に到達。
- 11月3日 - miCometとして「シュガーラッシュ」をリリース[60]。
- 11月7日 - 「ザイオン」をリリース[61]。

### 2024（令和6）年
- 3月23日 - 「ビビデバ」をリリース[62]。
- 4月7日 - 自身の楽曲、「ビビデバ」がVTuber歴代最速で1000万再生を記録する[63]。
- 7月27日 - AZKiとのデュエットソング「The Last Frontier - 5th fes. Live ver. -」をリリース[64]。
- 10月1日 - 「ムーンライト」をリリース[64]。
- 11月8日 - Hoshimatic Projectとして「GET THE CROWN」をリリース[65]。
- 11月14日 - 自身のライブツアー「Spectra of Nova」をさいたまスーパーアリーナで開催[66]し、3rdアルバム「新星目録」、自身の夢である日本武道館 Live 「SuperNova」を発表した[67]。
- 11月15日 - 『ビビデバ』のYouTubeでの再生数が1億回を突破した。及び「AWAKE」をリリース[68]。
- 12月10日 - 自身のライブツアー「Spectra of Nova」をおおきにアリーナ舞洲で開催[66]。
- 12月28日 - 自身のライブツアー「Spectra of Nova」を福岡サンパレスで開催[66]。

### 2025（令和7）年
- 1月1日 - 緑仙とともに自身初、VTuber史上初のCOUNTDOWN JAPAN 24/25に出演[69][70][71]。同日配信の「hololive production COUNTDOWN LIVE 2024▷2025」の参加は見送られた[72]。
- 1月22日 - 3rdフルアルバム「新星目録」をリリース[73]。
- 2月1日 - 自身の夢であった武道館ライブ、「SuperNova」を日本武道館で開催[74]。
- 2月3日 - 「Orbital Period」をリリース[75]。

## 活動
2018（平成30）年3月より、活動を開始し、主に音楽活動、YouTube、bilibiliなどの動画共有サービスにてゲーム実況などの配信活動、イラスト・デザイン作成、動画編集などを行っている。
YouTubeにおいては、同年4月30日に自身のYouTubeチャンネルに初の「歌ってみた」動画を投稿。その後もいくつもの楽曲をカバーし投稿している。その他にも、歌枠などを行っている。活動を開始した2018年末では、チャンネル登録者数が約3,600人であったが、2018年12月29日に行われた「V紅白歌合戦」で紹介されたことをきっかけに2019年1月には約5300人へと増加した。その後ホロライブプロダクションへ所属し、2019年7月に1万人、2020年1月末に10万人、同年9月末に50万人のチャンネル登録者数を達成している。2021年6月26日にはYouTubeチャンネル登録者数100万人を達成した。
イラスト・デザインの作成では、自身のYouTubeチャンネルやX（旧Twitter）で利用するコンテンツの作成以外にも、他のバーチャルYouTuberのYouTubeチャンネルロゴイラストの作成なども行う。動画編集においては、自身のYouTubeチャンネルで投稿する動画以外にも、Re:AcTやホロライブに所属するバーチャルYouTuberのミュージック・ビデオの制作も行い、映像編集者としても活動をしている。
ゲーム配信については、特にテトリスを得意とし、全VTuberの中でもトップクラスの実力とされており、あめみやたいようを始めとしたトッププレイヤーとも互角に戦えるほどである。2020（令和2）年12月7日放送のテトリスをテーマとした「沼にハマってきいてみた」では、VTuberとして唯一出演を果たしている。
2019（平成31）年3月から、同年5月までココナラで、新しくVTuberとして活動を始めようとする人を支援する活動を行っていた。
2020（令和2）年3月1日に行った3Dモデルの披露配信では、全編ライブとしてオリジナル曲とカバー曲を歌いきり、高い歌唱力を披露。ライブ配信の最大同時接続者数は約55000人を記録し、Twitter（現X）ではトレンド世界1位を獲得した。
同年4月からは文化放送超A&G+にて初の冠ラジオ「星街すいせいのMUSIC SPACE」を担当。同年6月17日には文化放送において日本の地上波ラジオ番組でバーチャルアーティストとしては初のスタジオライブ「音楽で日本をアゲる!」を同じくVTuberのもこ田めめめ、花鋏キョウの2人と共に行った。
2021（令和3）年6月からは3ヶ月連続デジタルシングルリリースを発表。第1弾は『comet』と新曲『Bluerose』を収録した「Bluerose / comet」、第2弾は『天球、彗星は夜を跨いで』と新曲『駆けろ』を収録した「駆けろ / 天球、彗星は夜を跨いで」、第3弾は新曲『自分勝手Dazzling』と同じく新曲の『バイバイレイニー』を収録した「自分勝手Dazzling / バイバイレイニー」がリリースされた。また、同年9月には、自身初となるフルアルバム「Still Still Stellar」の発売が決定した。10月には同アルバムを記念した初となる有観客ライブ「STELLAR into the GALAXY」が開催されることも発表している。
2022（令和4）年3月に自身の活動4周年を記念したYouTubeライブ「Selfish of a Rough Stone」にて新曲『Wicked』と『TEMPLATE』を披露。『TEMPLATE』は同日にスマホゲーム「太鼓の達人★新曲取り放題!」に収録され、翌日には両曲が収録された配信限定EP「TEMPLATE / Wicked feat.Mori Calliope」がリリースされた。同配信内ではTAKU INOUEとの音楽プロジェクト「Midnight Grand Orchestra」として音楽レーベルVIAよりメジャーデビューも発表された。
同年9月15日、自身のYouTubeチャンネルでのライブ配信上で喉の手術とそれに伴ったダウンタイムも含めて約1か月半の活動休止を発表した。同年11月4日に自身のYouTuberチャンネルで復帰配信と称した3Dライブを敢行し、配信内で2ndフルアルバム『Specter』の発売並びに2ndソロライブ『Shout in Crisis』の開催を発表した。同配信内では2ndアルバム収録曲のうち、作詞曲・田淵智也、編曲・堀江晶太の『灼熱にて純情（wii-wii-woo）』を初披露。同楽曲は翌日0時より音楽配信が開始された。
2023（令和5）年1月20日には、VTuber史上初となる「THE FIRST TAKE」に出演し、『Stellar Stellar』『みちづれ』を披露した。同配信は再生回数が同年時点で1000万回以上、同時視聴数が16万人を記録している。
2024（令和6）年8月31日、自身のYouTubeチャンネルにて、初となるライブツアー『Spectra of Nova』を発表し、11月14日にさいたまスーパーアリーナ、12月10日におおきにアリーナ舞洲、12月28日に福岡サンパレスホールにて開催されることが発表された。
同年11月14日、3rdフルアルバム『新星目録』の発売並びに自身の夢であった日本武道館でのライブイベント『SuperNova』の開催を発表した。
2025（令和7）年2月1日、自身の日本武道館公演『SuperNova』を2026（令和8）年初旬に再演することを発表した。

## オリジナル楽曲
『comet』
2018年11月22日に公開された楽曲。作詞作編曲は*Luna。
2018年7月2日に自身のライブ配信にて制作を発表した。発表時は同年9月に公開するとしていたが、2か月遅れの公開となった。これは、2018年7月2日から始動したバーチャルYouTuberグループ「S:gnal」へ参加したが、活動の方向性の違いが埋まらず、同年8月に脱退をしたためである。
楽曲のミュージック・ビデオは星街自身が制作した。
楽曲の制作にあたり、星街は*Lunaへ「アイドルっぽさとかは別に無くてもいいので。星街すいせいを見ていただいて感じたことを曲にしてください」という要望を出していた。
2018年12月29日に配信された「V紅白歌合戦」においてcometが紹介される。配信後にYouTubeチャンネルの登録者が約2500人から5000人と約2倍に増加した。
2021年6月26日に『Bluerose』と共に3ヶ月連続デジタルシングルリリースの第1弾としてデジタルリリースされた。
オリコンチャート デジタルシングル（単曲）デイリーランキングでは初登場6位を獲得した。Billboard Japan Download Songsでは2021年7月7日付で25位、2021年7月14日付で97位を獲得した。また、Apple Music 日本 Top 100 Electronic Songsにて2021年7月4日付で42位にランクイン。iTunes 台湾 Top 100 Electronic Songsでは2021年7月4日付で2位にランクイン。

『天球、彗星は夜を跨いで』
2019年3月22日に公開された楽曲。作詞作編曲はキタニタツヤ。
2019年2月22日に自身のYouTubeチャンネルにて制作を発表した。
楽曲のミュージック・ビデオは自身で制作。公開されたミュージック・ビデオは、2020年3月28日に100万回再生を達成した。
1stオリジナルソング『comet』の発注よりも前に発注された楽曲で、楽曲の制作にあたり、星街はキタニタツヤへ「王道のアイドル路線の曲みたいなことは全然意識せず、アーティスティックな路線で、ちょっとハイカラな方向で作ってもらえたら」という要望を出した。曲完成後に1曲目よりも2曲目として出した方が良いと判断し、cometよりも後の発表となった。
2020年1月28日に豊洲PITで開催された「hololive 1st Fes. ノンストップ・ストーリー」において、初めて公開された3Dモデルと共に楽曲を披露した。
2021年7月9日に『駆けろ』と共に3ヶ月デジタルシングルリリースの第2弾としてデジタルリリースされた。オリコンチャート デジタルシングル（単曲）デイリーランキングでは初登場3位を獲得した。
2021年11月30日に1000万回再生を達成。YouTube内コミュニティ投稿にて曲への思いを綴った。

『NEXT COLOR PLANET』
2020年3月21日に発表された楽曲。作詞は星街すいせい、作編曲は酒井拓也。略称は「カラプラ」。

『NOW ON SPACE』
2020年4月から文化放送超A&G+で配信されたインターネットラジオ「ホロライブ presents 星街すいせいのMUSIC SPACE」の番組テーマソングとして作られた楽曲。作詞は星街すいせい、作曲はサカノウエヨースケ。
作詞はラジオのリスナーから歌詞のフレーズとなるキーワードを募集し、星街がそれらのキーワードを用いて作詞を行なった。4月26日はテーマソングのシンセメロバージョンとインストバージョンがそれぞれ公開された。
2020年6月17日に放送された音楽で日本をアゲる!のセッションの中で、もこ田めめめ、花鋏キョウと共に作詞された楽曲を披露した。この時点では曲名は「星街すいせいのMUSIC SPACEテーマソング」であり、仮タイトルであった。
2020年10月4日の配信において、曲名が「NOW ON SPACE」となることが発表された。曲名は完成音源の収録時まで未定だったため、収録完了後に候補の中から決定された。
ライブとしては2021年3月21日にSPWNで配信されたバーチャルユニットフェス「VILLS」vol.2にて初披露された。

『Pieces』
2020年7月25日に開催されたBilibili Macro Linkで発表された楽曲。作詞・作編曲はLyka。
2020年6月15日にBilibili限定で配信された「【B限3D】重大发表!原创曲披露!」においてオリジナルソングがBilibili Macro Linkで披露されることが発表され、楽曲の前半部分がプレ公開された。
ライブでは、2020年7月25日のBilibili Macro Link、同年8月7日のBilibiliWorld 2020にて披露された。

『GHOST』
2021年4月13日に公表された楽曲。作詞は星街すいせい、作編曲は佐藤厚仁。演奏は、ギターが佐藤厚仁、ベースとドラムはそれぞれ森本練と北村望。

『Bluerose』
2021年6月25日に公表された楽曲。作詞・作曲は夏代孝明、編曲は渡辺拓也。
自身のYouTubeチャンネルの2021年6月25日に行われた配信において、3ヶ月連続デジタルシングルリリースと共に発表。また、同配信で初披露された。
2021年6月26日に『comet』と共に3ヶ月連続デジタルシングルリリースの第1弾としてデジタルリリースされた。同曲からデジタルリリースとしてTikTokでも楽曲が配信されている。
オリコンチャート デジタルシングル（単曲）デイリーランキングでは初登場5位を獲得した。Billboard JAPAN Download Songsでは2021年6月30日付で94位、2021年7月7日付で17位、2021年7月14日付で67位を獲得した。また、Apple Music 日本 Top 100 Electronic Songsにて2021年7月4日付で19位にランクイン。iTunes 台湾 Top 100 Electronic Songsにて2021年7月4日付で1位にランクイン。

『駆けろ』
2021年7月8日に公表された楽曲。作詞作編曲はみきとP。ドラムはSHiN。
自身のYouTubeチャンネルにて公表同日に行われた配信において、3ヶ月連続デジタルリリースの2ヶ月目のシングル曲として発表。同配信で初披露された。ミュージック・ビデオは8月7日に公開。
2021年7月9日にApple Music、iTunesで2021年7月10日に他デジタルサービスで『天球、彗星は夜を跨いで』と共に3ヶ月デジタルシングルリリースの第2弾としてデジタルリリースされた。
オリコンチャート デジタルシングル（単曲）デイリーランキングでは初登場4位を獲得した。2021年7月9日付でiTunes 日本 Top 100 Albumsで1位にランクイン。Billboard JAPAN Download Songsでは2021年7月14日付で59位を獲得した。

『自分勝手Dazzling』
2021年8月17日に公表された楽曲。作詞はRute、作曲は酒井拓也、編曲は酒井拓也と河合泰志。ギターは鈴木洋輔。フルミュージック・ビデオでの振付は荒木結花。
株式会社セガの運営するアーケードゲーム「チュウニズム」の収録曲として書き下ろされたオリジナル曲。同楽曲は3ヶ月連続デジタルリリースの第3弾としても収録されており、8月21日に自身の配信において詳細が発表された。『バイバイレイニー』と共に収録。翌日午前0時よりデジタルリリース。
ゲーム尺ミュージック・ビデオが17日に公開。並びにフルミュージック・ビデオが21日に公開された。
楽曲の制作に関して、作編曲は『NEXT COLOR PLANET』も作曲した酒井拓也が務めている。その他の楽曲制作には酒井拓也の所属するArte Refactのメンバーが多く携わっている。

チュウニズムとのコラボでは同楽曲がゲーム内の新マップ「PARADISE ep.V」の内の1曲として収録されている。2021年8月19日にゲーム内でプレイできるようになる。チュウニズムの公式Twitterでは「PARADISE ep.V」について『新進気鋭VTuber&クリエイターによるオムニバス新レーベル』と紹介されており、星街以外に楽曲が収録されるアーティストは「memex」、「ぼっちぼろまる」、「KMNZ」、「Marpril」の4組である。また、ゲーム内でキャラクターとしても登場する。

『Stellar Stellar』
2021年9月29日に発表された楽曲。作詞は星街すいせい、作編曲はTAKU INOUE。
同日に自身の1stアルバム、「Still Still Stellar」の発売に伴い音源が発表された。 YouTubeの公式チャンネル上にミュージックビデオが公開されている。
2023年1月20日には「THE FIRST TAKE」に登場し、本楽曲を披露した。動画公開時には「THE FIRST TAKE」史上最大の同時視聴者数16万人、3日で500万再生という快挙を達成した。

『バイバイレイニー』
2021年8月21日に公表された楽曲。作詞・作編曲は堀江晶太。
自身のYouTubeチャンネルにて公表同日に行われた配信において、3ヶ月連続デジタルリリースの第3弾として発表。同配信で初披露された。翌日22日よりデジタルリリースされている。収録曲には『自分勝手Dazzling』も含まれている。

『TEMPLATE』
2022年3月31日に発表された楽曲。作詞・作編曲はキタニタツヤ。
同日の4周年記念LIVEでサプライズで発表された。。同日にミュージックビデオも公開され、翌日4月1日に Wicked feat. Mori Calliopeとともにデジタルリリースされている。

『灼熱にて純情(wii-wii-woo)』
2022年11月4日に発表された楽曲。作詞・作曲は田淵智也、編曲は堀江晶太。
自身のアルバム、「Specter」の先行配信第1弾としてリリース。同年9月15日から喉の手術により約1ヶ月半の休止を経て、復帰による3DLIVEにより発表された。同楽曲の他に、自身の2ndアルバムである「Specter」、2ndLIVEの「Shout in Crisis」が発表されている。発表日にミュージックビデオも公開され、翌5日にデジタルリリースされている。

『放送室』
2022年11月21日に発表された楽曲。作詞・作編曲はMI8k。
自身のアルバム、「Specter」の先行配信第2弾としてリリース。同日にYouTube Shortsにてミュージックビデオの一部を発表し、同年12月7日にミュージックビデオが発表されている。本人が登場しないミュージックビデオとなっており、あげもん！のメンバー、梨めるが登場している。

『ソワレ』
2022年12月18日に発表された楽曲。作詞・編曲はナナホシ管弦楽団、作曲は岩見陸。
自身のアルバム、「Specter」の先行配信第3弾としてリリース。翌日19日にデジタルリリースされた。ミュージックビデオは翌年8月25日に公開され、2024年7月現在1800万回以上再生されている。

『みちづれ』
2023年1月25日に発表された楽曲。作詞・作編曲はAyase。
同日発売のアルバム、「Specter」のリード曲として発表された。同年3月22日にはミュージックビデオが公開されている。
同年2月1日には「THE FIRST TAKE」で本楽曲を披露した。

『先駆者』
2023年1月28日に発表された楽曲。作詞・作編曲は山内総一郎。
同日に行われたライブ、「Shout in Crisis」にて初披露した楽曲。翌29日にデジタルリリースされた。

『ザイオン』
2023年11月3日に発表された楽曲。作詞は星街すいせい、作曲は下村陽子、編曲は堀江晶太。
スマートフォン向け本格シミュレーションRPGアスタータタリクスとのタイアップ楽曲として発表された。ミュージックビデオはゲーム内では同日、YouTubeには翌々日の5日に発表された。同月7日にデジタルリリースされている。

『ビビデバ』
2024年3月22日に発表された楽曲。作詞・作編曲はツミキ。
同日の活動6周年・生誕LIVEにて初披露され、翌23日にデジタルリリースされている。
ミュージックビデオでは22日に公開されており、監督は映像創作ユニット「擬態するメタ」が行った。曲中でのダンスが中毒性があり、SNSなどで「踊ってみた」などが拡散。翌月7日にはVTuber史上最速の16日で1000万回再生を突破し、11月15日には1億回再生を突破した。同年8月7日には同楽曲のCDが発売された。

『ムーンライト』
2024年9月30日に発表された楽曲。作詞・作編曲はなとり。
同日、渋谷のセンター街で行われたゲリラ路上ライブにて初披露し、翌10月1日にデジタルリリースされた。

『AWAKE』
2024年11月14日に発表された楽曲。作詞は草野華余子、作編曲はGiga・TeddyLoid。
前日に自身のXで告知され、自身のライブツアー「Spectra of Nova」埼玉公演にて初披露し、翌15日にデジタルリリースされた。

『ビーナスバグ』
2025年1月22日に発表された楽曲。作詞・作編曲は川谷絵音。
自身の3rdアルバム、新星目録に収録されている楽曲。アルバム発売日にミュージックビデオが公開されている。本人が登場しないミュージックビデオとなっており、伊澤彩織などが出演している。

『Caramel Pain』
2025年1月22日に発表された楽曲。作詞・作曲はDeu、編曲はDeu・Hajome Taguchi。
自身の3rdアルバム、新星目録に収録されている楽曲。アルバム発売日に初公開された。3月22日にミュージックビデオが公開され、自身の楽曲「ビビデバ」と同じく監督は映像創作ユニット「擬態するメタ」が行った。

『Orbital Period』
2025年2月1日に発表された楽曲。作詞・作曲は古川本舗、編曲は古川本舗・和音正人。
同日に自身のライブイベント、「SuperNova」にて初披露された。翌2日にミュージックビデオが公開され、翌3日にデジタルリリースされた。

### その他の音楽活動
『3時12分』
2021年7月14日にVIAよりデジタルリリース。作詞作曲はTAKU INOUE、ギターは後藤貴徳、ボーカルは星街すいせい。
TOY'S FACTORY内レーベルVIAからメジャーデビューすることが決定したTAKU INOUE のメジャーデビュー曲『3時12分』のボーカルを務めることが決まった。
楽曲に関して、音楽コンシェルジュのふくりゅうは『やわらかなビートに〈夜はもう折り返しらしい〉という胸に突き刺さるパワーフレーズ。せつなくも心踊るリリックとメロディ、そして圧巻の歌唱力のケミストリーから生まれる高揚感。夜の街に煌めく新感覚のエモーショナルなミッドナイト・ミドル・チューンがここに完成した。』と表現している。

デジタルリリースに先駆けて、2021年6月28日にティザー映像がYouTubeにて公開。7月1日にはTikTokで先行配信、歌ネットに歌詞が掲載された。歌ネットでは先行配信曲限定の注目度ランキングにて2日連続で1位を獲得、デイリーランキングで初登場9位を獲得した。

7月3日からは全国AM・FM15局にてパワープレイ、ヘビーローテーションが開始。J-WAVEの「RADIO DONUTS」では井上本人がゲスト出演し、曲についての紹介も行った。「M-ON!」では2021年7月16日から2021年8月15日までM-ON!Recommendに選ばれた。「USEN HITS!」ではスタッフ注目曲として選ばれる。J-WAVEの「TOKIO HOT 100」にて7月14日付で最高23位にランクイン。CROSS FM「CROSS COUNT DOWN RADIO」にて8月1日付で最高2位にランクイン。「MTV JAPAN」の8月前期BUZZ CLIPに選曲。FM大阪の8月楽曲としてパワープレイされる。『CROSS COUNTDOWN RADIO』のTOP39〜Thank you〜Chartで8月8日付1位を獲得した。

デジタルリリースを記念して、TAKU INOUEのYouTubeチャンネルにて2021年7月14日21時から配信される「TAKU INOUE メジャーリリース記念配信DJ」にゲストとして出演した。

Spotify日本の急上昇で7月13日付にて2位、公式プレイリスト「キラキラポップジャパン」にリストインした。Apple MusicのNew Music Daily、最新ソング : J-Popにて7月16日付でリストインした。SHAZAM Discovery JAPANチャートに7月26日付で3位にランクイン。Billboard Japan Hot 100にて86位、Billboard Japan Heatseekers Songsにて7月21日付で2位、7月28日付で15位、8月4日付で16位、8月11日付で19位、Billboard Japan Download Songsにて37位となっている。

同楽曲はTAKU INOUEが2021年12月22日に発売するEP『ALIENS EP』に収録されることが決定した。
『自分勝手Dazzling』

『The Last Frontier』
同事務所でイノナカミュージック所属の「AZKi」とのデュエット楽曲。作詞・作曲はAZKi。
2021年10月15日に発表され、翌日にリリースされた。同日にミュージックビデオも公開されている。
2024年3月17日に開催された「hololive 5th fes. Capture the Moment Supported By BUSHIROAD」に出演した際は、楽曲の歌詞の一部を星街が作詞したものに改変し、披露した。同年7月27日にライブバージョンもリリースされている。

『OUT OF FRAME』
バーチャルYouTuber事務所にじさんじのタレント「戌亥とこ」とのデュエット楽曲。作詞は松井洋平、作曲は桑原聖、編曲は酒井拓也が担当、ドラムは裕木レオン。
楽曲は星街のソロライブである「Hoshimachi Suisei 1st Solo Live "STELLAR into the GALAXY" Supported By Bushiroad」にて戌亥とこがゲスト出演した際に初披露された。翌日0時に配信開始。ミュージック・ビデオの公開は行われていない。
ホロライブプロダクションに所属するタレントのうち、メジャーデビューをしているときのそらとイノナカミュージックであるAZKi、企業タイアップなどの楽曲を除くと、他のタレントがホロライブプロダクション外のバーチャルYouTuberとオリジナル楽曲を公開するのは初めてである。

『7days』
2021年11月22日にNintendo Switch・Oculus Quest 2対応 VR / Non-VRゲーム「DYSCHRONIA: Chronos Alternate」のシリーズテーマソングを担当することが発表。書き下ろし新曲。作詞・作編曲は郡陽介。
郡は同ゲームのサウンドプロデューサー兼ディレクターを担当しており、星街の表現力に惚れ込んだ郡たっての熱烈なオファーがきっかけである。
同ゲームは2022年にOculus Quest 2で販売開始し、季節ごとにエピソードを公開していく作品。また冬にはその全エピソードをまとめたものがNintendo Switchゲームとして販売される。同楽曲はそのシリーズすべてにわたって採用される形となっており、「シリーズテーマソング」という名称が用いられている。エピソードテーマソングも存在するが、こちらは異なるアーティストが採用されている。

『藍より群青feat.星街すいせい』
2021年12月14日にムーンスターの公式Twitter並びに夏代孝明のTwitterにて発表された。作詞曲は夏代孝明。
同楽曲は靴製品を中心に販売するムーンスターの新商品「SKLSHŌTER」のテレビCMとして書き下ろされたもの。楽曲名からも分かる通り、歌唱については星街がゲストボーカルという形でツインボーカルの楽曲となっている。

『プラネタリウム』
ホロライブプロダクションとDECO*27の新音楽プロジェクト「holo*27」の一環として発表された楽曲。作詞・作曲はDECO*27。
2023年3月3日に参加楽曲名を公表し、同月5日にアルバムクロスフェード映像で楽曲部分の一部が解禁された。同月15日にリリースし、17日に開催された「hololive 4th fes. Our Bright Parade Supported By BUSHIROAD」の「holo*27 stage」にて披露した。この楽曲をつくるにあたり、DECO*27は、「僕もすいせいさんの声だけで構成された楽曲が聴いてみたいと思っていましたし、『リスナーのみなさんも聴きたいですよね？』と思ったので、それを具現化させていただきました。僕が改めて言うことでもないと思いますけど、すいせいさんの歌声は素晴らしかったです。」（一部抜粋）と語っている。同年4月21日にはミュージックビデオが公開されている。

『レクイエム (feat. 星街すいせい) 』
2023年4月14日に発表された楽曲。作詞・作曲はKanaria。
同日にKanariaのTwitterにて発表され、ミュージックビデオが公開された。翌15日にリリースされている。歌唱については星街がメインボーカルとなっており、Kanariaも少し歌唱している。専門学校HALの2023年度TVCM「自立と挑戦」篇のタイアップソングとして書き下ろされた楽曲であり、同月24日から約1年間全国放送されていた。
また自身の3rdフルアルバム「新星目録」では、星街のみが歌唱している楽曲が収録されている。

『シュガーラッシュ』
同事務所所属の「さくらみこ」とのユニット「miComet」としての初オリジナル楽曲として2023年8月27日に発表された。作詞はDECO*27、作曲はDECO*27、TAKU INOUE、編曲はTAKU INOUE。
8月27日にYouTubeにて行われた「ホロライブ・サマー2023 3DLIVE Splash Party! Sunshine」のトリの楽曲として初披露された。本楽曲はブシロードのヴァイスシュヴァルツとのタイアップソングとして書き下ろされ、同年11月2日に開催された「ヴァイスシュヴァルツ15周年記念ライブ」でも披露された。同年11月3日にリリースされ、翌年3月29日にミュージックビデオも公開されている。

『教室に青』
ホロライブプロダクションとHoneyWorksの新音楽プロジェクト「ほろはにヶ丘高校」のオリジナルソング第5弾として発表された楽曲。作詞はHoneyWorks, MARUMOCHI 、作曲はHoneyWorks、編曲はHoneyWorks, MARUMOCHI 。
2024年2月11日にTwitterにて楽曲に一部が公開された。同月28日ににリリースされ、ミュージックビデオが公開されている。翌月17日に開催された「hololive 5th fes. Capture the Moment Supported By BUSHIROAD」の「HoneyWorks stage」でも披露された。

『なんもない feat. 星街すいせい, sakuma.』
映画『トラペジウム』の主題歌としてMAISONdesから発表された楽曲。作詞・作曲はsakuma.
2023年12月12日に映画決定告知の際は楽曲が一部公開された。アーティスト名はMAISONdesとしか表示されていなかったが、翌年2月9日にアーティスト名、楽曲名が発表された。同年5月1日に配信リリースされ、同日にミュージックビデオも公開されている。
星街をオファーした理由についてMAISONdesは、「そもそもバーチャルはとても不合理な世界で、本来的には人間が生きるうえで必要ないものなのに、そこに強烈に憧れてしまう人がいて、自分の姿、形を変えてまで表現活動を行っています。『トラペジウム』で描かれている感情の揺れ動きは、VTuberの方々がなりたいと思う自分になろうとして活動していることに通じる部分があり、煮詰めていった先の感情の種類は一緒なんじゃないかと考え、星街さんにお声掛けしました。」（一部抜粋）と語っている。

『ネバーフィクション (feat. 星街すいせい) 』
2024年8月23日に発表された楽曲。作詞・作曲はKanaria。
同日にKanariaのTwitterにて発表され、ミュージックビデオが公開されている。翌24日にリリースされた。歌唱については「レクイエム (feat. 星街すいせい) 」とは違い、Kanaria、星街の両方のデュエットとなっている。

『一世風靡』
KAMITSUBAKI STUDIO・PHENOMENON RECORD所属のバーチャルシンガー・花譜とのデュエット楽曲として2024年11月3日に発表された楽曲。作詞・作曲は真部脩一、編曲はHIDEYA KOJIMA。
同日開催の「花譜 4th ONE-MAN LIVE『怪歌（再）』」で星街がゲスト出演し、初披露された。同月27日に配信リリースされ、同日にミュージックビデオも公開されている。
この楽曲について花譜は、「大きな世界に向かって、大胆不敵に『いっせーのでいってみよう！』と、すいちゃんと一緒にみんなに呼びかけているようで、わたし自身こうあり続けたいな！！と思う曲です。」（一部抜粋）とコメントしている。
また、翌月10日には星街が開催した「Hoshimachi Suisei Live tour 『Spectra of Nova』」大阪公演には、花譜がゲスト出演し、同楽曲を披露した。

## ディスコグラフィ
- 順位は、以下のオリコンウィークリーチャートに基づく。
  - CDシングル：オリコン週間CDシングルランキング[255]
  - 配信限定シングル：オリコン週間デジタルシングル（単曲）ランキング[256]
  - CDアルバム：オリコン週間CDアルバムランキング[257]
  - 映像作品：オリコン週間ミュージックDVD・BDランキング[258]

### 配信限定シングル
| #    | 発売日         | タイトル                                 | 規格品番      | 順位                  | 初収録アルバム      |
| ---- | -------------- | ---------------------------------------- | ------------- | --------------------- | ------------------- |
| 1st  | 2020年3月22日  | NEXT COLOR PLANET                        | CVRD-004      | 37                    | Still Still Stellar |
| 2nd  | 2018年10月11日 | GHOST                                    | CVRD-040      | 11                    | Still Still Stellar |
| 3rd  | 2021年6月26日  | Bluerose / comet                         | CVRD-050      | - 31（#1） - 39（#2） | Still Still Stellar |
| 4th  | 2021年7月9日   | 駆けろ / 天球、彗星は夜を跨いで          | CVRD-055      | - 25（#1） - 24（#2） | Still Still Stellar |
| 5th  | 2021年8月22日  | 自分勝手Dazzling / バイバイレイニー      | CVRD-069      | ランク外              | Still Still Stellar |
| 6th  | 2022年4月1日   | TEMPLATE / Wicked feat.Mori Calliope     | CVRD-144      | - 7（#1） - 8（#2）   | Spector             |
| 7th  | 2022年11月5日  | 灼熱にて純情(wii-wii-woo)                | CVRD-227      | 31                    | Spector             |
| 8th  | 2022年11月21日 | 放送室                                   | CVRD-234      | 36                    | Spector             |
| 9th  | 2022年12月19日 | ソワレ                                   | CVRD-244      | 29                    | Spector             |
| 10th | 2023年1月29日  | 先駆者                                   | CVRD-256      | 20                    | Spector             |
| 11th | 2023年2月10日  | Stellar Stellar - From THE FIRST TAKE    | HLXX00001B00Z | 22                    | 未収録              |
| 12th | 2023年2月22日  | みちづれ - From THE FIRST TAKE           | HLXX00002B00Z | 39                    | 未収録              |
| 13th | 2023年4月1日   | スイちゃんのメンテナンスソング           | CVRD-275      | 11                    | 未収録              |
| 14th | 2023年11月7日  | ザイオン                                 | CVRD-350      | 26                    | 新星目録            |
| 15th | 2024年3月23日  | ビビデバ                                 | CVRD-407      | 5                     | 新星目録            |
| 16th | 2024年10月1日  | ムーンライト                             | CVRD-479      | 8                     | 新星目録            |
| 17th | 2024年11月15日 | AWAKE                                    | CVRD-504      | 8                     | 新星目録            |
| 18th | 2025年2月2日   | もうどうなってもいいや - Movie edition - | SRXX05193B00Z | 9                     | 未収録              |
| 19th | 2025年2月3日   | Orbital Period                           | CVRD-530      | 11                    | 未収録              |
| 20th | 2025年4月10日  | もうどうなってもいいや                   | SRXX05263B00Z | 1                     | 未収録              |
| 21st | 2025年4月24日  | 夜に咲く                                 | SRXX05279B00Z | 3                     | 未収録              |

### アルバム
| #   | 発売日         | タイトル            | 販売形態                    | 規格品番    | 順位 |
| --- | -------------- | ------------------- | --------------------------- | ----------- | ---- |
| 1st | 2021年9月29日  | Still Still Stellar | 通常盤 (CD)                 | HOLO-002    | 6    |
| 1st | 2024年5月22日  | Still Still Stellar | アナログ盤 (LP)             | HLP-20001/2 | 9    |
| 2nd | 2023年1月25日  | Specter             | 通常盤 (CD)                 | HLP-10001   | 4    |
| 2nd | 2024年10月02日 | Specter             | アナログ盤 (LP)             | HLP-20003   | 19   |
| 3rd | 2025年1月22日  | 新星目録            | 初回生産限定盤 (CD+Blu-ray) | HLP-10009   | 3    |
| 3rd | 2025年1月22日  | 新星目録            | 通常盤 (CD)                 | HLP-10010   | 3    |

### 映像作品
| #   | 発売日        | タイトル                                                  | 規格品番   | 順位 |
| #   | 発売日        | タイトル                                                  | Blu-ray    | 順位 |
| --- | ------------- | --------------------------------------------------------- | ---------- | ---- |
| 1st | 2022年7月27日 | Hoshimachi Suisei 1st Solo Live "STELLAR into the GALAXY" | HOXB-10006 | 5    |
| 2nd | 2023年8月30日 | Hoshimachi Suisei 2nd Solo Live "Shout in Crisis"         | HOXB-10012 | 3    |

### ミュージックビデオ
| 公開日 | 公開日   | 曲名                      | 動画        | 監督               |
| 年     | 月日     | 曲名                      | 動画        | 監督               |
| ------ | -------- | ------------------------- | ----------- | ------------------ |
| 2018年 | 11月22日 | comet                     | [ 動画 1 ]  | 星街すいせい       |
| 2019年 | 3月22日  | 天球、彗星は夜を跨いで    | [ 動画 2 ]  | 星街すいせい       |
| 2020年 | 3月22日  | NEXT COLOR PLANET         | [ 動画 3 ]  | Λ                  |
| 2021年 | 4月13日  | GHOST                     | [ 動画 4 ]  | mokoppe            |
| 2021年 | 6月25日  | Bluerose                  | [ 動画 5 ]  | Lye                |
| 2021年 | 8月7日   | 駆けろ                    | [ 動画 6 ]  | サイトウユウマ     |
| 2021年 | 8月21日  | 自分勝手Dazzling          | [ 動画 7 ]  | ノノル             |
| 2021年 | 10月8日  | Stellar Stellar           | [ 動画 8 ]  | かっさん           |
| 2021年 | 12月25日 | バイバイレイニー          | [ 動画 9 ]  | hmng               |
| 2022年 | 3月31日  | TEMPLATE                  | [ 動画 10 ] | d00r works         |
| 2022年 | 11月4日  | 灼熱にて純情(wii-wii-woo) | [ 動画 11 ] | ふにゃ             |
| 2022年 | 12月7日  | 放送室                    | [ 動画 12 ] | ふにゃ             |
| 2023年 | 3月22日  | みちづれ                  | [ 動画 13 ] | 涌井嶺             |
| 2023年 | 8月25日  | ソワレ                    | [ 動画 14 ] | 川サキ             |
| 2023年 | 11月5日  | ザイオン                  | [ 動画 15 ] | ふにゃ             |
| 2024年 | 3月22日  | ビビデバ                  | [ 動画 16 ] | 擬態するメタ       |
| 2024年 | 9月30日  | ムーンライト              | [ 動画 17 ] | ina                |
| 2024年 | 11月4日  | AWAKE                     | [ 動画 18 ] | Spikey John & YKBX |
| 2025年 | 1月22日  | ビーナスバグ              | [ 動画 19 ] | 前田勇至           |
| 2025年 | 2月2日   | Orbital Period            | [ 動画 20 ] | 利波雷             |
| 2025年 | 3月22日  | Caramel Pain              | [ 動画 21 ] | 擬態するメタ       |
| 2025年 | 4月10日  | もうどうなってもいいや    | [ 動画 22 ] | 高橋一生           |
| 2025年 | 5月19日  | 綺麗事                    | [ 動画 23 ] | 加藤誠             |

### コラボレーションシングル
| 発売日         | タイトル                                 | アーティスト                                             | 規格品番    |
| -------------- | ---------------------------------------- | -------------------------------------------------------- | ----------- |
| 2021年10月16日 | The Last Frontier                        | AZKi、星街すいせい                                       | -           |
| 2021年10月22日 | OUT OF FRAME                             | 星街すいせい＆戌亥とこ                                   | CVRD-085    |
| 2022年4月4日   | CapSule                                  | Mori Calliope、星街すいせい                              | -           |
| 2022年12月31日 | story time                               | Star Flower（星街すいせい、AZKi、Moona Hoshinova、IRyS） | CVRD-249    |
| 2023年11月3日  | シュガーラッシュ                         | miComet（さくらみこ、星街すいせい）                      | CVRD-347    |
| 2023年4月15日  | レクイエム (feat. 星街すいせい)          | Kanaria                                                  | -           |
| 2024年3月24日  | ジュビリー                               | 星街すいせい、高垣楓（CV: 早見沙織）                     | COKM-44902  |
| 2024年4月5日   | Steller Steller                          | 星街すいせい、渋谷凛（CV: 福原綾香）                     | COKM-44908  |
| 2024年5月1日   | なんもない feat. 星街すいせい, sakuma.   | MAISONdes                                                | -           |
| 2024年7月27日  | The Last Frontier - 5th fes. Live ver. - | AZKi、星街すいせい                                       | CVRD-449    |
| 2024年8月24日  | ネバーフィクション (feat. 星街すいせい)  | Kanaria                                                  | -           |
| 2024年11月27日 | 一世風靡                                 | 花譜×星街すいせい                                        | ANTCD-60754 |

### 参加作品
| 発売日        | タイトル                                                                   | アーティスト          | 規格     |
| ------------- | -------------------------------------------------------------------------- | --------------------- | -------- |
| 2022年3月13日 | Prism Melody                                                               | hololive IDOL PROJECT | 楽曲     |
| 2022年8月19日 | 飛んでK!ホロライブサマー                                                   | hololive IDOL PROJECT | 楽曲     |
| 2022年8月26日 | Sparklers                                                                  | hololive IDOL PROJECT | 楽曲     |
| 2023年3月15日 | holo*27 Originals Vol.1                                                    | holo*27               | アルバム |
| 2023年7月2日  | 青春アーカイブ                                                             | hololive IDOL PROJECT | 楽曲     |
| 2023年8月28日 | なかま歌                                                                   | 不知火建設            | 楽曲     |
| 2024年2月27日 | ほろはにヶ丘高校 -Originals-                                               | hololive × HoneyWorks | アルバム |
| 2024年3月15日 | ホロライブ言えるかな? hololive SUPER EXPO 2024 ver.                        | hololive IDOL PROJECT | 楽曲     |
| 2024年5月15日 | THE IDOLM@STER CINDERELLA GIRLS STARLIGHT MASTER COLLABORATION! ジュビリー | -                     | アルバム |
| 2024年5月29日 | みんなのスキマスイッチ                                                     | スキマスイッチ        | アルバム |
| 2024年6月8日  | scrap & build !                                                            | 不知火建設            | アルバム |
| 2024年11月8日 | GET THE CROWN                                                              | Hoshimatic Project    | 楽曲     |

## タイアップ

### 2019年
- よみうりランド（10月4日 - 10日）大観覧車とのコラボレーションを行っている[259]。

### 2020年
- Reバース for you（8月21日、株式会社ブシロード）『Reバース for you トライアルデッキ「ホロライブプロダクションver.ホロライブ」』に収録[260][261]。
- ヴァンガードZERO（9月17日 - 9月26日、株式会社ブシロード）コラボイベントを実施。ライドモーション&ボイス付きの描きおろし限定カード、アイコン、スリーブ、称号「星詠み」がゲーム内に収録された[262]。
- ブシロードゲーム情報局（9月27日、株式会社ブシロード）12日連続でホロライブタレントをゲストに招いた配信が実施[263]。
- D4DJ Groovy Mix（10月23日、株式会社ブシロード）D4DJの公式YouTubeでの特別動画に出演している[264]。
- e-maのど飴（12月、UHA味覚糖株式会社）「e-maのど飴」の20周年を記念した「e-ma e-ma project」に参加。様々な企画を行っている[265][266]。

### 2021年
- D4DJ Groovy Mix（2月14日 - 22日、株式会社ブシロード）ホロライブコラボイベント「Shiny Smily Scratch!」が開催。コラボストーリーに本人役で登場、カードイラスト、イベントバナーにもなっている[267]。
- DMMスクラッチ（3月8日 - 28日、合同会社DMM.com）星街も出演する「VILLS vol.2」のオリジナルグッズが販売された[268]。
- 輪るピングドラム、ニコニコ生放送（5月5日、株式会社ドワンゴ）「輪るピングドラム」のテレビアニメ放送10周年を記念したニコニコ生放送での同時視聴を放送[269]。
- ガシャポンオンライン（5月28日、株式会社バンダイ）「アクリルスイングコレクション 〜0期生〜」として発売[270]。
- BLEACH Brave Souls（6月19日、KLab株式会社）ゲームの新要素追加記念でコラボ企画が実施。YouTubeで案件配信も行われた[271]。
- アトレ秋葉原（8月1日 - 8月15日）アトレ秋葉原でホロライブのコラボレーションイベントが開催。ホロライブプロダクションのグッズが販売された[272]。
- カプコンネットキャッチャー カプとれ（8月4日 - 8月17日、株式会社カプコン）カプとれとホロライブのコラボレーション第3弾として実施。アクリルスタンド、マウスパッド、クリアポスターがそれぞれ2種類のイラストとなっている[273][274]。
- チュウニズム（8月19日、株式会社セガ）ゲーム内でキャラクターとして登場する[147]。
- ガシャポンオンライン（8月24日、株式会社バンダイ）描きおろしイラストのラバーマスコットが発売[275]。
- Rabbithole、ニコニコ生放送（8月27日、株式会社ドワンゴ）「ホロライブミステリー劇場2 『呪説 堕トシモノ』 マーダーミステリー・ザ・Ｖ」として公式生放送を実施[276]。
- ラピスリライツ 〜この世界のアイドルは魔法が使える〜（10月3日、KLab株式会社・株式会社KADOKAWA）同ゲームについて取り扱う「KLabGames放送局+Plus」の秋の特番生放送においてゲストとして出演[277]。
- CONVERSE TOKYO（12月16日 - 24日）一部店舗及びオンラインショップにおいてコラボレーションアイテムが販売[278][279]。

### 2022年
- Tokyo 7th シスターズ（3月8日 - 3月22日）ゲーム内キャラクターとして登場[280]。

### 2023年
- 牛角（9月24日 - 10月31日）、株式会社レインズインターナショナル）牛角店舗（東京都：用賀、綾瀬　大阪府：十三）の3店舗にて、星街すいせいコラボイベントを実施。また、限定オリジナルグッツの発売、自身の好きなメニューをお得に楽しめる「コラボ割」を実施[281]。

### 2024年
- アイドルマスター シンデレラガールズ スターライトステージ（3月11日 - 4月10日）ゲーム内キャラクターとして登場する他、『シンデレラガールズ』出演アイドルによるカヴァー楽曲を実装[282][283]。
- 「hololive night」（2024年7月5日） - ドジャースとのコラボレーション企画に参加した[284]。

### 2025年
- 2025年2月9日 - 3月16日、羽田エアポートガーデンにて、「不知火建設×羽田エアポートガーデン」を実施[285][286]。

### 楽曲タイアップ
|        | タイトル                                 | 備考                                                                                           | 出典    |
| ------ | ---------------------------------------- | ---------------------------------------------------------------------------------------------- | ------- |
| 2020年 | NEXT COLOR PLANET                        | アーケードゲーム「WACCA」のプレイ楽曲として実装                                                | [ 287 ] |
| 2020年 | NEXT COLOR PLANET                        | スマホゲーム「D4DJ Groovy Mix」のプレイ楽曲として実装                                          | [ 288 ] |
| 2021年 | NEXT COLOR PLANET                        | アーケードゲームオンゲキのプレイ楽曲として実装                                                 | [ 289 ] |
| 2021年 | 自分勝手Dazzling                         | アーケードゲーム「チュウニズム」のプレイ楽曲として書き下ろし                                   | [ 141 ] |
| 2021年 | Stellar Stellar                          | テレビ朝日「musicるTV」10月度エンディングテーマ                                                | [ 290 ] |
| 2021年 | Stellar Stellar                          | スマホゲーム「D4DJ Groovy Mix」のプレイ楽曲として実装                                          | [ 291 ] |
| 2021年 | 藍より群青（feat. 星街すいせい）         | テレビCM ムーンスター「SKLSHŌTER」書き下ろし楽曲                                               | [ 233 ] |
| 2022年 | 7days                                    | VR / Non-VRゲーム「DYSCHRONIA: Chronos Alternate」のシリーズテーマソングとして書き下ろし       | [ 227 ] |
| 2022年 | GHOST                                    | スマホゲーム「Tokyo 7th シスターズ」のプレイ楽曲として実装                                     | [ 280 ] |
| 2022年 | The Last Frontier                        | スマホゲーム「Tokyo 7th シスターズ」のプレイ楽曲として実装                                     | [ 280 ] |
| 2022年 | TEMPLATE                                 | スマホゲーム「太鼓の達人★新曲取り放題!」のプレイ楽曲として実装                                 | [ 153 ] |
| 2023年 | レクイエム（feat. 星街すいせい）         | 専門学校HAL2023CMソング                                                                        | [ 292 ] |
| 2023年 | ザイオン                                 | スマートフォン向け本格シミュレーションRPGアスタータタリクスとのタイアップ楽曲                  | [ 293 ] |
| 2024年 | ソワレ                                   | スマホゲーム「アイドルマスター シンデレラガールズ スターライトステージ」のプレイ楽曲として追加 | [ 282 ] |
| 2024年 | みちづれ                                 | スマホゲーム「アイドルマスター シンデレラガールズ スターライトステージ」のプレイ楽曲として追加 | [ 282 ] |
| 2024年 | 灼熱にて純情(wii-wii-woo)                | スマホゲーム「アイドルマスター シンデレラガールズ スターライトステージ」のプレイ楽曲として追加 | [ 282 ] |
| 2024年 | Stellar Stellar                          | スマホゲーム「アイドルマスター シンデレラガールズ スターライトステージ」のプレイ楽曲として追加 | [ 282 ] |
| 2024年 | 教室に青                                 | Google Pixel（au)「#さぁ何やる青春-青春カレンダー」CMソング                                    | [ 294 ] |
| 2024年 | 教室に青                                 | テレビ朝日「あざとくて何が悪いの？」4月クールエンディングテーマ                                | [ 295 ] |
| 2024年 | AWAKE                                    | パルコのコーポレートメッセージ「SPECIAL IN YOU.」の10周年記念広告                              | [ 296 ] |
| 2025年 | もうどうなってもいいや - Movie edition - | 劇場先行版「機動戦士Gundam GQuuuuuuX -Beginning-」挿入歌                                       | [ 297 ] |
| 2025年 | もうどうなってもいいや                   | テレビアニメ「機動戦士Gundam GQuuuuuuX」エンディングテーマ                                     | [ 298 ] |
| 2025年 | 夜に咲く                                 | テレビアニメ「機動戦士Gundam GQuuuuuuX」第3話挿入歌                                            | [ 299 ] |
| 2025年 | ビビデバ                                 | 『グルーヴコースター フューチャーパフォーマーズ』に収録された                                  | [ 300 ] |

## ライブ

### ワンマンライブ
※はライブストリーミング
- Hoshimachi Suisei 1st Solo Live "STELLAR into the GALAXY" Supported By Bushiroad（2021年10月21日、豊洲PIT・SPWN※）[301][302]
- Hoshimachi Suisei 2nd Solo Live "Shout in Crisis"（2023年1月28日、東京ガーデンシアター・SPWN※）[96]
- Hoshimachi Suisei Live tour "Spectra of Nova"（2024年11月14日、さいたまスーパーアリーナ・SPWN※ / 12月10日、おおきにアリーナ舞洲・SPWN※ / 12月28日、福岡サンパレスホール・SPWN※ )[303][304][305]
- Hoshimachi Suisei 日本武道館 Live "SuperNova"（2025年2月1日、日本武道館・SPWN※）[306]

### 出演イベント
- 2019年
  - AZKi 1st Live The Shitest Start（2019年5月19日、秋葉原エンタス）[307]
  - INNK EXHiBiTiON（2019年8月9日、秋葉原エンタス）[308]
- 2020年
  - VTuberおしゃべりフェス（2020年2月16日、3331 Arts Chiyoda 体育館）[309]
  - It's a Virtual Pop World!（2020年7月3日、SPWN※）[310]
  - バーチャルユニットフェス「VILLS」（2020年7月19日、SPWN・bilibili〈中国国内〉※）[311][注 10]
  - Bilibili Macro Link（2020年7月25日、bilibili※）[315]
  - Bilibili World 2020（2020年8月7日 - 8月9日、上海新国際博覧中心〈上海市〉）[316]
  - 東京タワー花火大会XR〜COSMIC FLOWER〜（2020年9月6日、ニコニコ生放送※・YouTube※・bilibili※）[317]
  - TOKYO IDOL FESTIVAL オンライン 2020（2020年10⽉4⽇、SPWN※）[318]
  - 日清食品 POWER STATION [REBOOT]vol.ZERO 〜チケット発売直前スペシャル〜（2020年11月8日、日清食品 POWER STATION [REBOOT]※）[319]
  - こけら落とし3DAYS『SUISEI MUSIC "POWER" LIVE』（2020年11月22日、日清食品 POWER STATION [REBOOT]※）[319]
  - Inui Toko 1st Solo Live “who i am”（2020年12月10日、KT Zepp Yokohama・SPWN※）[320]
- 2021年
  - バーチャルユニットフェス「VILLS」vol.2（2021年3月21日、SPWN※）[321]
  - V-Carnival（2021年4月3日、SPWN※）[322]
  - VARK Presents. hololive Virtual LIVE series in VARK『Cinderella switch-new act- 〜ふたりでつくるホロライブ〜』vol.3（2021年9月25日、VARK※）[323]
  - バーチャルユニットフェス「VILLS」vol.3（2021年12月19日、SPWN※）[324]
- 2022年
  - VTuber Fes Japan 2022（2022年4月30日、幕張メッセ）[325]
  - V-Carnival VOL.2（2022年6月12日、SPWN※）[326]
  - Mori Calliope Major Debut Concert 「New Underworld Order」(2022年7月21日、豊洲PIT）[327]
- 2023年
  - hololive English 1st Concert -Connect the World- Supported by Bushiroad（2023年7月2日、YouTube Theater）[328][329]
  - バズリズム LIVE V 2023（2023年7月29日、SPWN※）[330]
  - ASO ROCK FESTIVAL FIRE 2023（2023年9月30日、熊本県野外劇場）[331]
  - ヴァイスシュヴァルツ15周年記念ライブ（2023年11月2日、東京ガーデンシアター）[332]
  - YouTube Fanfest Japan 2023（2023年12月13日、幕張メッセ イベントホール）[333]
- 2024年
  - hololive English 2nd Concert -Breaking Dimensions-（2024年8月24日 - 8月25日、KINGS THEATRE（英語版））[334][335]
  - さくらみこ 1st Live "flower fantasista!"（2024年10月26日、有明アリーナ）[336]
  - 花譜 4th ONE-MAN LIVE 「怪歌（再）」（2024年11月3日、幕張メッセ イベントホール）[337]
  - YouTube Fanfest Japan 2024（2024年12月11日、幕張メッセ イベントホール）[338]
  - COUNTDOWN JAPAN 24/25（2024年12月31日、幕張メッセ国際展示場1～11ホール・イベントホール）[339]
- 2025年
  - 不知火建設社員総会（2025年2月9日、ベルサール羽田空港）[340]
  - 白上フブキ1stソロライブ FBKINGDOM “ANTHEM”（2025年2月13日、ぴあアリーナMM）ゲスト出演 [341][342]
  - サンボマスター 全員優勝パレードツアー〜両校優勝〜（2025年8月29日開催予定、COMTEC PORTBASE）[343]

#### ホロライブのイベント
- hololive 1st fes. ノンストップ・ストーリー（2020年1月24日、豊洲PIT）[344]
- hololive 2nd fes. Beyond the Stage Supported By Bushiroad STAGE2（12月22日、ニコニコ公式有料生放送※・SPWN※）[345]
- hololive 3rd fes. Link Your Wish Supported By ヴァイスシュヴァルツ DAY1（2022年3月19日、幕張メッセ イベントホール）[346]
- hololive 4th fes. Our Bright Parade Supported By Bushiroad DAY1・DAY2[注 11]（2023年3月18日 - 3月19日、幕張メッセ イベントホール）[348]
- hololive 5th fes. Capture the Moment Supported By Bushiroad DAY2（2024年3月17日、幕張メッセ 国際展示場 1〜3ホール）[349]
- hololive 6th fes. Color Rise Harmony DAY1・DAY2（2025年3月8日 - 3月9日、幕張メッセ）[350][351][352]

## 出演

### ゲーム
全て本人役での出演。
- ヴァンガードZERO（2020年[262]）
- WACCA（2020年）
- D4DJ Groovy Mix（2021年[353]）
- チュウニズム（2021年[147]）
- Tokyo 7th シスターズ（2022年[354]）
- タワーオブスカイ（2023年[355]）
- 妖怪ウォッチ ぷにぷに（2024年）[356]
- アイドルマスター シンデレラガールズ スターライトステージ（2024年）[282]

### 吹き替え
- モアナと伝説の海2（2024年） - 村の女性 役[357]

### ラジオ番組
※はインターネット配信。
- ホロライブ presents 星街すいせいのMUSIC SPACE（2020年4月5日 - 2021年3月28日、超!A&G+※）[358]
- 音楽で日本をアゲる!（2020年6月17日、文化放送）[88]
- 星街すいせい・田所あずさ 平行線すくらんぶる（2021年4月4日 - 2023年10月1日、超!A&G+※）[359]
- ぶいあーる!〜VTuberの音楽Radio〜（2022年8月12日・2023年1月9日・4月9日 - 2024年9月22日、NHK-FM[360][361][注 12]・10月5日 - NHKラジオ第一[362]）
- SCHOOL OF LOCK!（2023年1月10日、TOKYO FM）
- ミュージックライン（2024年4月3日、NHK-FM）
- オールナイトニッポン0（ZERO）（2024年9月9日、ニッポン放送） - パーソナリティ[363]

### テレビ番組
※はインターネット配信。
- ぶいおん!!SAKURA MUSIC LIVE（2020年3月19日、REALITY※）[364]
- てぇてぇTV（2020年3月20日、BS日テレ）[365]
- NHKバーチャル文化祭（2020年8月14日、NHK総合）[366]
- D4DJ First Mix TV（2020年10月2日・9日、TOKYO MX・BS日テレ）[367]
- 沼にハマってきいてみた（2020年12月7日[368]・2023年6月10日[369]、NHK Eテレ）
- 超人女子戦士 ガリベンガーV（2021年1月14日、テレビ朝日）[370]
- プロジェクトV（2021年8月25日[371]・2022年2月23日[372]・2022年12月29日[373]、日本テレビ・SPWN※）
- 推しすぎてV（2021年8月29日、SPWN※）[374]
- バズリズム02（2022年8月20日、日本テレビ）[375]
- musicる TV（2023年2月13日、テレビ朝日）[376]
- エンタテ!区〜テレビが知らないe世界〜（2023年6月7日、RKB毎日放送）[377]
- THE MUSIC DAY 2023（2023年7月1日、日本テレビ）
- バズリズム02（2023年8月11日、日本テレビ）[378]
- あたらしいテレビ（2024年1月9日、NHK総合）[379][注 13]
- musicる TV（2024年5月20日、テレビ朝日）[380]
- THE MUSIC DAY 2024（2024年7月6日、日本テレビ）[381]
- CDTVライブ！ライブ！（2024年10月7日、TBSテレビ）

### CM
- MIXI「タワーオブスカイ」（2023年8月29日 - ）[382]
- パルコ（2024年11月15日 - 2025年5月18日） - 同社のコーポレートメッセージ「SPECIAL IN YOU.」の10周年記念広告に起用された[383][296]

## 実績

### 主な受賞歴
- 第1回VTuber楽曲大賞 楽曲部門 11位 「天球、彗星は夜を跨いで」[384]
- VTuber楽曲大賞2020 楽曲部門 1位 / MV部門 3位 「NEXT COLOR PLANET」[385]
- VTuber楽曲大賞2021[386]
  - 楽曲部門 3位 / MV部門 21位 「GHOST」
  - 楽曲部門 5位 / MV部門 3位 「Stellar Stellar」
  - 楽曲部門 14位 「駆けろ」
  - 楽曲部門 18位 / MV部門 17位 「Bluerose」
  - 楽曲部門 19位 / MV部門 12位 「自分勝手Dazzling」
  - 楽曲部門 26位 「Starry Jet」
  - 楽曲部門 27位 「Andromeda」
  - 楽曲部門 41位 「3時12分」
  - 楽曲部門 44位 「バイバイレイニー」
- VTuber楽曲大賞2022[387]
  - 楽曲部門 2位 / MV部門 2位 「TEMPLATE」
  - 楽曲部門 10位 「Wicked」(feat. Mori Calliope)
  - 楽曲部門 27位 「CapSule」（Mori Calliope×星街すいせい）
- バーチャル・グラミー賞 企業勢部門 「GHOST」[388]
- NexTone Award 2024・特別賞[389]

### チャート成績

#### オリコンランキング
- シングル[390]
  - ビビデバ - 最高順位15位（ウィークリー） 登場回数17週
- デジタルシングル、単曲[391]
  - NEXT COLOR PLANET - 最高順位37位（ウィークリー） 登場回数4週
  - GHOST - 最高順位11位（ウィークリー） 登場回数6週
  - Bluerose - 最高順位31位（ウィークリー） 登場回数3週
  - comet - 最高順位39位（ウィークリー） 登場回数3週
  - 駆けろ - 最高順位25位（ウィークリー） 登場回数2週
  - 天球、彗星は夜を跨いで - 最高順位24位（ウィークリー） 登場回数2週
  - Stellar Stellar - 最高順位48位（ウィークリー） 登場回数9週
  - TEMPLATE - 最高順位7位（ウィークリー） 登場回数4週
  - Wicked (feat. Mori Calliope) - 最高順位8位（ウィークリー） 登場回数3週
  - 灼熱にて純情 (wii-wii-woo) - 最高順位31位（ウィークリー） 登場回数7週
  - 放送室 - 最高順位36位（ウィークリー） 登場回数3週
  - ソワレ - 最高順位29位（ウィークリー） 登場回数8週
  - 先駆者 - 最高順位20位（ウィークリー） 登場回数2週
  - Stellar Stellar - From THE FIRST TAKE - 最高順22位（ウィークリー） 登場回数4週
  - みちづれ - From THE FIRST TAKE - 最高順位39位（ウィークリー） 登場回数2週
  - スイちゃんのメンテナンスソング - 最高順位11位（ウィークリー） 登場回数2週
  - ザイオン - 最高順位26位（ウィークリー） 登場回数2週
  - ビビデバ - 最高順位5位（ウィークリー） 登場回数37週
  - ムーンライト - 最高順位8位（ウィークリー） 登場回数8週
  - AWAKE - 最高順位8位（ウィークリー） 登場回数3週
  - もうどうなってもいいや - Movie edition - - 最高順位9位（ウィークリー） 登場回数2週
- 合算シングル[392]
  - ビビデバ - 最高順位21位（ウィークリー） 登場回数32週
- アルバム[393]
  - Still Still Stellar - 最高順位6位（ウィークリー） 登場回数157週
  - Specter - 最高順位4位（ウィークリー） 登場回数94週
  - Still Still Stellar（レコード） - 最高順位9位（ウィークリー） 登場回数3週
  - Specter（レコード） - 最高順位19位（ウィークリー） 登場回数3週
- デジタルアルバム[394]
  - Still Still Stellar - 最高順位1位（ウィークリー） 登場回数93週
  - Specter - 最高順位1位（ウィークリー） 登場回数60週
- 合算アルバム[395]
  - Still Still Stellar - 最高順位6位（ウィークリー） 登場回数9週
  - Specter - 最高順位4位（ウィークリー） 登場回数8週

#### Billboard JAPANチャート[396]
- Artist100
  - 週間チャート最高順位17位 チャートイン回数45回 / 年間チャート最高順位65位
- Download Albums
  - Still Still Stellar - 週間チャート最高順位1位 チャートイン回数73回 / 年間チャート最高順位42位 チャートイン回数3回
  - Specter - 週間チャート最高順位1位 チャートイン回数45回 / 年間チャート最高順位10位 チャートイン回数1回
- Download Songs
  - Bluerose - 週間チャート最高順位17位 チャートイン回数4回
  - comet - 週間チャート最高順位25位 チャートイン回数2回
  - 駆けろ - 週間チャート最高順位13位 チャートイン回数2回
  - 天球、彗星は夜を跨いで - 週間チャート最高順位11位 チャートイン回数1回
  - Stellar Stellar - 週間チャート最高順位33位 チャートイン回数4回
  - TEMPLATE - 週間チャート最高順位4位 チャートイン回数3回
  - Wicked (feat. Mori Calliope) - 週間チャート最高順位6位 チャートイン回数2回
  - 灼熱にて純情 (wii-wii-woo) - 週間チャート最高順位15位 チャートイン回数2回
  - 放送室 - 週間チャート最高順位32位 チャートイン回数1回
  - ソワレ - 週間チャート最高順位25位 チャートイン回数3回
  - 先駆者 - 週間チャート最高順位7位 チャートイン回数2回
  - Stellar Stellar - From THE FIRST TAKE - 週間チャート最高順32位 チャートイン回数2回
  - みちづれ - From THE FIRST TAKE - 週間チャート最高順位73位 チャートイン回数1回
  - スイちゃんのメンテナンスソング - 週間チャート最高順位8位 チャートイン回数1回
  - ザイオン - 週間チャート最高順位38位 チャートイン回数2回
  - ビビデバ - 週間チャート最高順位5位 チャートイン回数28回 / 年間チャート最高順位36位 チャートイン回数1回
  - ムーンライト - 週間チャート最高順位7位 チャートイン回数3回
  - AWAKE - 週間チャート最高順位9位 チャートイン回数3回
  - ビーナスバグ - 週間チャート最高順位75位 チャートイン回数1回
  - もうどうなってもいいや - Movie edition - - 週間チャート最高順位10位 チャートイン回数2回
  - Orbital Period - 週間チャート最高順位14位 チャートイン回数1回
- Top Singles Sales
  - ビビデバ - 週間チャート最高順位14位 チャートイン回数7回
- Hot100
  - TEMPLATE - 週間チャート最高順位97位 チャートイン回数1回
  - ビビデバ - 週間チャート最高順位19位 チャートイン回数35回 / 年間チャート最高順位48位 チャートイン回数1回
- Hot100Lyricists
  - 週間チャート最高順位88位 チャートイン回数2回
- Hot Albums
  - Still Still Stellar - 週間チャート最高順位4位 チャートイン回数42回
  - Specter - 週間チャート最高順位4位 チャートイン回数28回 / 年間チャート最高順位59位 チャートイン回数1回
- Top Albums Sales
  - Still Still Stellar - 週間チャート最高順位5位 チャートイン回数36回
  - Specter - 週間チャート最高順位4位 チャートイン回数18回 / 年間チャート最高順位84位 チャートイン回数1回
- Japan Songs (シンガポール)
  - ビビデバ - 週間チャート最高順位7位 チャートイン回数12回
- Japan Songs (韓国)
  - ビビデバ - 週間チャート最高順位10位 チャートイン回数16回
- Japan Songs (タイ)
  - ビビデバ - 週間チャート最高順位5位 チャートイン回数16回
- Streaming Songs
  - ビビデバ - 週間チャート最高順位24位 チャートイン回数26回 / 年間チャート最高順位78位 チャートイン回数1回
- Top User Generated Songs
  - ビビデバ - 週間チャート最高順位2位 チャートイン回数24

## Midnight Grand Orchestra
Midnight Grand Orchestra（ミッドナイト・グランド・オーケストラ）は、星街すいせいとTAKU INOUEによる音楽ユニット。2022年3月31日に自身のYouTubeチャンネル上で配信した活動4周年記念ライブ「Selfish of a Rough Stone」にてティザームービーが初披露された。星街すいせいと音楽家であるTAKU INOUEによって行われるユニバース・ミュージック プロジェクトと題され、TAKU INOUEはサウンドプロデューサーとして参画することとなっている。同音楽プロジェクトはTAKU INOUEも所属するレコード会社TOY'S FACTORY内の音楽レーベルVIAでのデビューとなっている。

### 活動
2022年3月31日にTwitter、YouTube、Instagramにて活動を開始した。
同年4月13日、Midnight Grand Orchestraの初シングルとなる『SOS』がリリースされた。作詞は星街すいせいとTAKU INOUEの共作、作編曲はTAKU INOUEによって行われた。映像監督はテレビCMやミュージックビデオ、ライブ映像などを手掛ける大野悟が務めた。7月27日には『SOS』も収録されたメジャーデビュー初となるミニアルバム『Overture』が発売される。アルバムは『SOS』をはじめとして全7曲すべてがMidnight Grand Orchestraとして出す新曲であり、それぞれの楽曲について都築陵佑は『Never Ending Midnights』を「ミュージカルのような神々しさと重厚感が混ざり合った楽曲」、『Allegro』を「疾走感溢れる楽曲」、『Rat A Tat』は「思わずフロアで踊り出したくなるようなディスコチューン」、『流星群』は「切なさと儚さが共存するミッドナイトミドルチューン」、『Highway』は「宇宙の旅路を後押しするポップチューン」と評している。
8月20日には同年7月27日に発売されたミニアルバム『Overture』の発売記念と称したストリーミング限定のライブを敢行した。ライブステージはサイバーパンクをイメージしたバーチャル空間で行われた。当日は東京・池袋HUMAXシネマズにてライブビューイングも実施。星街ならびにTAKUの出演のほかに、オーケストラ陣としてギターのtepe、キーボードの永山ひろなお、バイオリンのCHICA、杉野裕、ヴィオラの細川亜維子、チェロの篠崎由紀、ドラムのBOBO、山本真央樹も出演した。セットリストには1stミニアルバム『Overture』の楽曲のほかに星街、TAKUの両者が出した『Stellar Stellar』ならびに『3時12分』を加えた9曲で構成された。ネットメディア「スパイス」のライブレポート内で前田勇介は同ライブを『太陽系が太陽を中心に回っているように、星街すいせいという惑星を軸に、TAKU INOUEやバックバンドのメンバー、特設ステージを作り上げたスタッフなど、様々な才能という引力が互いを引き寄せ合って、大きな惑星系を形成している。』と評価した。

### 出演（Midnight Grand Orchestra）

#### テレビ番組
- ヒャダ×体育のワンルーム☆ミュージック（2022年8月13日[408]、NHK Eテレ）

#### ライブ
※はライブストリーミング。
ワンマンライブ
- Midnight Grand Orchestra 1st LIVE「Overture」（2022年8月20日、※SPWN）
- Midnight Grand Orchestra 1st LIVE「Midnight Mission」（2024年2月20日、豊洲PIT）

#### CM
- Spotify on PlayStation（2023年12月20日 - ）[410]

### タイアップ（Midnight Grand Orchestra）
2022年
- モスバーガー（9月8日 - 21日）新商品「月見フォカッチャ」のタイアップソングとして楽曲「Moonlightspeed」を書き下ろす。期間中は店内ポスターや縦型アニメーション、BGMにも起用。
- ANIMA（10月6日 - ）イヤホンメーカー「Acoustune」のサブブランド「ANIMA」が発売する既存製品「ANW01」に音質、ボイス、デザインをMidnight Grand Orchestraのメンバーが手掛けたコラボレーションモデル。

### ディスコグラフィ（Midnight Grand Orchestra）

#### デジタルシングル（Midnight Grand Orchestra）
| 発売日         | タイトル         | 規格品番   | 備考                                                     |
| -------------- | ---------------- | ---------- | -------------------------------------------------------- |
| 2022年4月13日  | SOS              | TFDS-00768 |                                                          |
| 2022年9月14日  | Moonlightspeed   | TFDS-00819 | モスバーガー新商品とのタイアップソングとして書き下ろし。 |
| 2023年9月8日   | 夜を待つよ       | TFDS-00936 |                                                          |
| 2023年10月25日 | Midnight Mission | TFDS-00957 |                                                          |

#### Blu-ray/DVD（Midnight Grand Orchestra）
| 発売日        | タイトル                                       | 規格    | 規格品番   |
| ------------- | ---------------------------------------------- | ------- | ---------- |
| 2023年6月14日 | Midnight Grand Orchestra 1st LIVE 『Overture』 | Blu-ray | TFXQ-78234 |
| 2023年6月14日 | Midnight Grand Orchestra 1st LIVE 『Overture』 | DVD     | TFXQ-18266 |